# Phorticella madagascariensis
Phorticella madagascariensis är en tvåvingeart som beskrevs av Chassagnard och Mcevey 1997. Phorticella madagascariensis ingår i släktet Phorticella och familjen daggflugor.
Artens utbredningsområde är Madagaskar. Inga underarter finns listade i Catalogue of Life.